# Męczennicy z Nikomedii
Męczennicy z Nikomedii – grupy chrześcijan, którzy cierpieli za wiarę w Nikomedii, w Azji Mniejszej, w dzisiejszej Turcji, w czasach prześladowania chrześcijan za rządów Dioklecjana w cesarstwie rzymskim, święci Kościoła katolickiego i prawosławnego.
Śmierć męczeńską (ok. 300-303) ponieśli wówczas m.in.:
- Teofil, diakon (cs. Muczenik Fieofił, diakon) oraz kilku dostojników – wspomnienie również 3/16 września[3]
- zarządca Italii Doroteusz (cs. Muczenik Dorofiej)[4]
- Mardoniusz (cs. Muczenik Mardoni)[5]
- Migdoniusz, diakon (cs. Muczenik Migdonij diakon)[6].

## Kościół katolicki
Kościół katolicki wymienia cztery grupy chrześcijan:
1. zespół dziesięciu tysięcy męczenników, zamordowanych na rozkaz cesarza Dioklecjana, w odwecie za pożar, który spustoszył cesarski pałac Nikomedii (zm. 300); ich wspomnienie liturgiczne obchodzone jest 18 marca
2. być może dwadzieścia tysięcy męczenników spalono żywcem w wielkiej chrześcijańskiej bazylice miasta podczas świątecznych uroczystości (zm. 303); dokładne historyczna dokumentacja przypadku jest nieznana; wspomnienie obchodzone jest 25 grudnia
3. grupa dwudziestu tysięcy męczenników (zm. 303), którzy byli ścigani przez władze cesarskie na rozkaz cesarza Dioklecjana
4. jednorazowo mieszkańcy z Nikomedii, którzy uciekli do jaskiń na pustyni; wspomnienie obchodzone 18 marca.
Wspomnienie liturgiczne tych wszystkich męczenników w Kościele katolickim obchodzone jest 18 marca lub 25 grudnia.

## Kościół prawosławny

### Męczennicy wspominani 6 i 12 lutego
Mowa o tysiącu trzech męczennikach, którzy zginęli w czasie prześladowania dioklecjańskiego. Wśród nich znaleźli się czterej członkowie cesarskiej gwardii, których wysłano, aby dokonali egzekucji św. Piotra Aleksandryjskiego. Oni to sami nawrócili się, a potem w Nikomedii pociągnęli za sobą kolegów, przyjaciół i ich rodziny. Wszyscy w wielkiej liczbie odważnie wyznali wiarę i za nią zginęli. W rzeczy samej Euzebiusz (VIII, 5-6) dość szeroko, choć mało precyzyjnie opisuje przebieg prześladowania w Nikomedii. Wymienia przede wszystkim dworzanina Piotra, a następnie Doroteusza i Gorgoniosa, którzy razem z wielu innymi domownikami cesarskimi różnorodne stoczyli walki, a wreszcie stryczkiem życia pozbawieni zostali. Zakładając większą liczbę umęczonych, Euzebiusz nie wymienia tak dużych cyfr, które zapewne pojawiły się na skutek błędów kopistów.
W synaksarionach wspomnienie odpowiednio: 6/19 lutego, 12/25 lutego.

### Męczennicy wspominani 3, 28, 29 i 30 grudnia
Synaksarium mówi o Indusie i Domnie oraz ich dwudziestu tysiącach towarzyszy. Według legendy zginąć mieli, zebrani na uroczystości bożonarodzeniowe, w kościele. Ta mało dokładna, w legendarne wątki uwikłana wiadomość, odnosi się zapewne do tego, co dalej jeszcze przekazuje Euzebiusz z Cezarei. W tym samym czasie został ścięty, dla złożenia świadectwa Chrystusowi, Antimos, ówczesny zwierzchnik Kościoła nikomedyjskiego. Liczną do niego przyłączono rzeszę męczenników, ponieważ w Nikomedii, nie wiadomo, z jakiego powodu, w tych samych właśnie dniach wybuchł pożar w pałacu cesarskim. Skutkiem kłamliwego podejrzenia rozniosła się pogłoska, że to nasi ogień podłożyli. Tedy, na rozkaz cesarski, wierni tamtejsi już tłumnie i bez żadnej różnicy szli na ścięcie albo na śmierć ogniową, a wieść niesie, że mężczyźni i niewiasty, uniesieni jakimś bożym i niewysłowionym zapałem, sami się rzucali na stosy płonące. Innych znowu rzeszę całą oprawcy wiązali, kładli w łodzie i rzucali w toń morską.
W synaksarionach wspomnienie obchodzone jest odpowiednio: 3/16 grudnia, 28 grudnia/10 stycznia, 29 grudnia/11 stycznia, 30 grudnia/12 stycznia.
Współcześnie Kościół prawosławny wspomina męczenników odpowiednio 28 grudnia/10 stycznia.